# Porte Fontinale
La Porte Fontinale (latin : Porta Fontinalis) est une des portes du mur servien, située entre la Porte Carmentale et la Porte Sanqualis à Rome.

## Localisation
La porte, qui n'est mentionnée que par deux auteurs antiques,, se situe sur la pente nord-est du Capitole, sur l'ensellement reliant cette colline au Quirinal et séparant le Champ de Mars de la dépression où se trouve le Forum Romain. La porte marque la fin de la via Flaminia qui débouche sur le Clivus Argentarius. Une source qui jaillit près du Tullianum non loin dont l'eau rejoint la Cloaca Maxima est peut-être à l'origine du nom de la porte.

## Histoire
En 193 av. J.-C., les édiles Marcus Aemilius Lepidus et Lucius Aemilius Paullus font bâtir un porticus Aemiliana qui relie la porte à l'autel de Mars sur le Champ de Mars, à l'ouest de la via Lata. Le portique est destiné à couvrir le trajet des censeurs entre l'Atrium Libertatis, situé juste à l'intérieur des murs, jusqu'à l'autel de Mars où se termine le recensement des citoyens romains.
Des inscriptions mentionnant cette porte montrent qu'elle est toujours debout, totalement ou partiellement, sous l'Empire et qu'il s'agit d'un point de repère connu de la topographie romaine.